# 亞爾卡河
54°19′58″N 22°20′36″E / 54.3327°N 22.3432°E
亞爾卡河是波蘭的河流，位於該國西北部，處於瓦爾米亞-馬祖里省，屬於戈烏達帕河的支流，河道全長32公里，流域面積237平方公里。